# خوراک

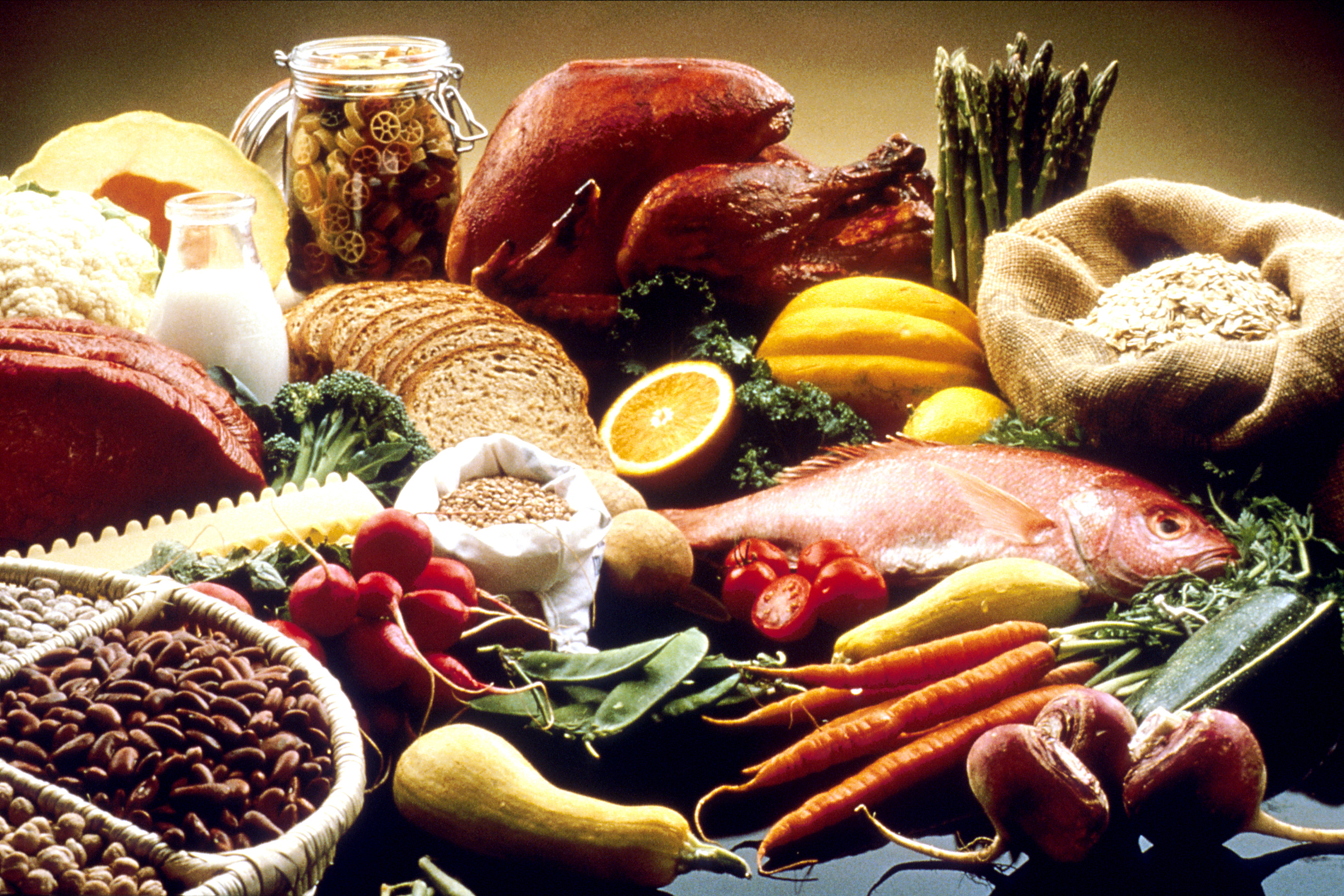
نمایش انواع غذاها

خوراک یا غذا هر ماده‌ای است که توسط جاندار برای کسب مواد مغذی مصرف می‌شود. غذا معمولاً منشأ گیاهی، حیوانی یا قارچی دارد و حاوی مواد مغذی ضروری مانند کربوهیدرات‌ها، چربی‌ها، پروتئین‌ها، ویتامین‌ها یا مواد معدنی است. موجود زنده غذا را می‌خورد و سلول‌های بدن او مواد مغذی آن را جذب می‌کنند تا انرژی مورد نیاز خود را فراهم کنند. گونه‌های مختلف جانوران رفتارهای تغذیه‌ای متفاوتی دارند که نیازهای متابولیسم آنها را برآورده می‌کند.

### در تعریف سازمان یونسکو
مادهٔ قابل خوردن (شامل ترکیبات چندجزئی یا تک‌جزئی، پخته یا خام، محصولات و فراورده‌های با منشأ گیاه، حیوان یا قارچ که به صورت مستقیم یا پس از مراحل فراوری دیگری مورد استفادهٔ تغذیه‌ای انسان قرار می‌گیرند، از جمله آنچه که در وعده‌های اصلی خورده می‌شود یا به عنوان وعدهٔ نیم‌چاشت، عصرانه، پیش‌غذا، دسر، تنقلات و غیره مورد استفاده قرار می‌گیرد) به شرط آن که پیش از بلع نیاز به جویدن داشته باشد.
عادات غذایی در فرهنگ‌های گوناگون مختلف است. اکثر جوامع با توجه به سنت‌ها و رسم و رسوم‌شان، رسم‌های مخصوصی برای آشپزی و اولویت‌های غذایی‌شان دارند. بسیاری از فرهنگها غذاهای خود را توسط روش‌های تدارک، شیوه‌های آشپزی، و تهیه غذا متنوع ساخته‌اند.
بنا بر گزارش نهاد بریتانیایی مهندسان مکانیک (IME)، نیمی از مواد غذایی در سرتاسر دنیا اسراف شده و به هدر می‌رود.

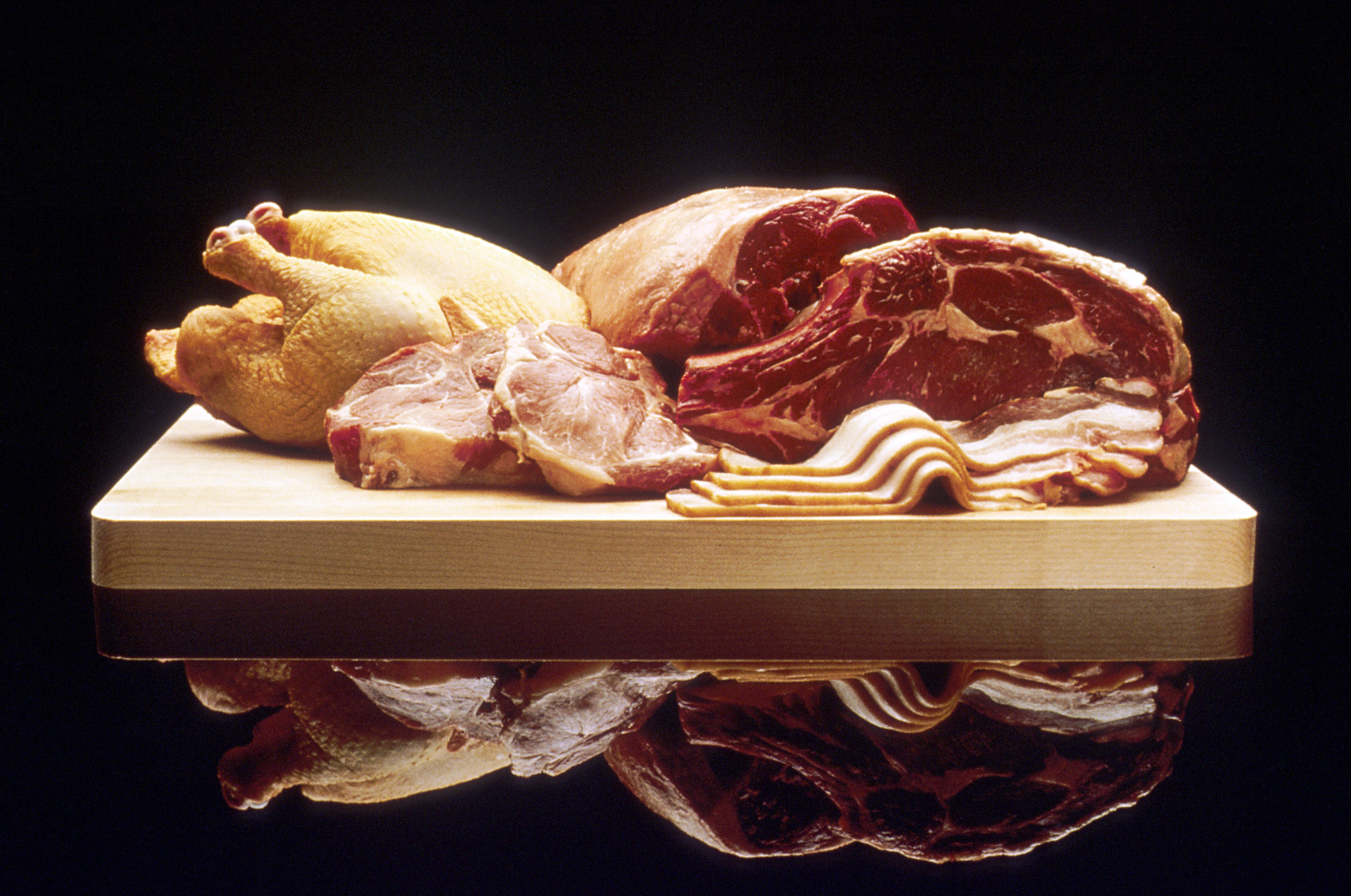
انواع گوشت حلال که توسط برخی از افراد خورده می‌شود.

## منشاءهای غذایی
بیشتر خوراک‌ها منشأ گیاهی (همچون میوه‌ها، سبزیجات، صیفی‌جات، غلات و دانه‌ها) و جانوری (مانند گوشت، شیر و فراورده‌های آن، تخم‌مرغ و عسل) دارند. با این وجود برای تهیهٔ غذا از گروه‌های دیگری همچون قارچ‌ها و باکتری‌ها (سرکه، ماست، پنیر و …) نیز استفاده می‌شود. به جز مواد آلی، مواد معدنی همچون نمک و آب نیز مورد استفاده قرار می‌گیرند.

## گروه‌های اصلی

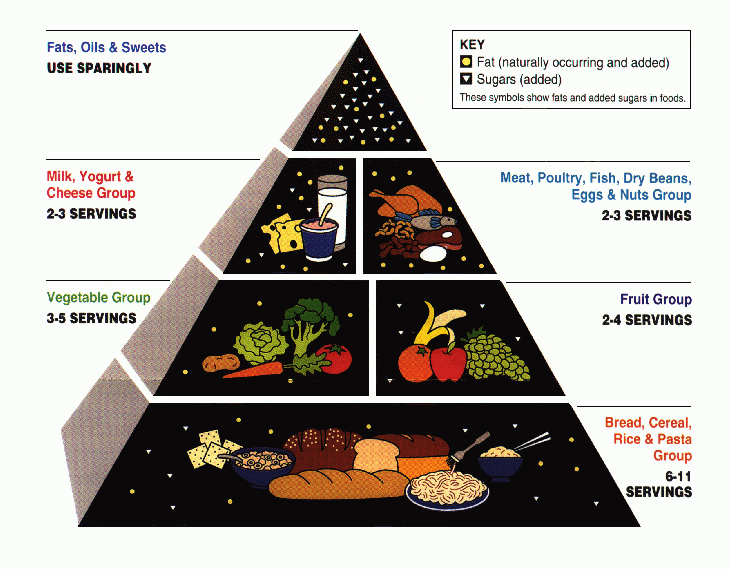
هرم غذایی

خوراک‌ها را معمولاً به گروه‌های زیر تقسیم می‌کنند:
- سبزیجات و میوه‌ها (سرشار از الیاف غذایی و ویتامین‌های مختلف به خصوص ویتامین ث)
- فراورده‌های گوشتی و تخم‌مرغ (سرشار از پروتئین و آهن)
- شیر و فراورده‌های لبنی (سرشار از کلسیم، پروتئین و ویتامین ب)
- نشاسته (نان، سیب‌زمینی، غلات، برنج) (سرشار از کربوهیدرات، ویتامین ب، الیاف، پروتئین و مواد معدنی)
- چربی‌ها (سرشار از لیپید، ویتامین آ، ویتامین د (خامه و کره)، ویتامین ای و اسیدهای چرب)
- قندها (سرشار از قندهای ساده)

درحالی که بعضی از خوراک‌ها را می‌توان به صورت خام و بدون ایجاد تغییری در آن‌ها مصرف کرد، غذاهایی هم وجود دارند که برای این که طعم‌دار یا قابل خوردن باشند، باید تغییراتی در آن‌ها ایجاد کرد.
از ساده‌ترین این تغییرات می‌توان شستن، خرد کردن و مخلوط کردن را مثال زد. بعضی غذاها نیز باید پخته شوند یا سرد شوند. ممکن است تغییراتی در آن‌ها به منظور نگهداری، خوش‌طعم کردن و تزیین‌کردن داده شود، که بخشی از آن‌ها به آداب و رسوم فرهنگ‌های گوناگون برمی‌گردند.

## رژیم غذایی

### تأثیر فرهنگ و مذاهب گوناگون
رژیم‌های غذایی مختلف از مذهب و فرهنگ‌های تمدنهای سراسر جهان تأثیر می‌پذیرند. در بسیاری از فرهنگ‌ها و ادیان مصرف برخی غذاها توصیه شده یا تابو شمرده شده است. به‌طور مثال، غذاهای حلال در اسلام و رژیم غذایی گیاهی در آیین جین و سیک مجاز شمرده شده‌اند.
برخی افراد نیز با توجه به عقاید یا سلامتی خود غذاهایی را که مصرف می‌کنند محدود می‌نمایند. به‌طور مثال، توصیه می‌شود افرادی که به بیماری‌های قلبی-عروقی، دیابت و با چاقی مبتلا هستند از غذاهای چرب و مواد قندی پرهیز نمایند.

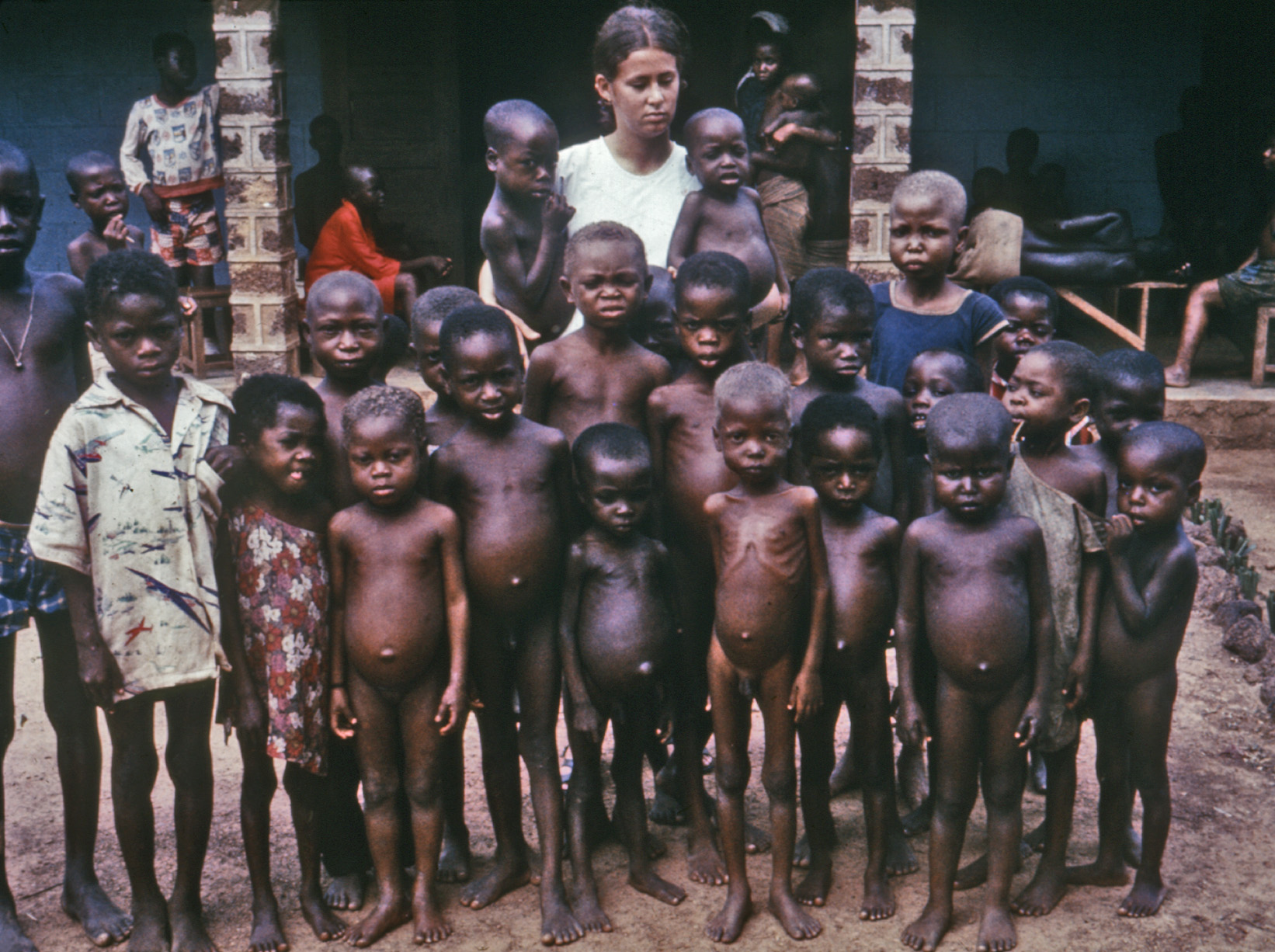
کودکان پرورشگاهی در نیجریه که مبتلا به انواع سوءتغذیه از جمله کواشیورکور هستند.

### رژیم غذایی نامناسب
عادت‌های غذایی در سلامتی و مرگ و میر انسان‌ها نقش اساسی دارند. عدم تناسب میان انرژی دریافت‌شده از غذاها و سوزاندن آن موجب سوءتغذیه یا چاقی می‌شود. از جمله عوامل چاقی مصرف زیاد فراورده‌هایی با میزان قند و چربی زیاد می‌باشد. بیماری‌های ناشی از چاقی، دیابت و انواع بیماری‌های قلبی و عروقی می‌توان عنوان کرد.
علت سوءتغذیه همچنین ممکن است کمبود نوعی ویتامین، مواد معدنی، پروتئین و غیره در رژیم غذایی باشد. سوءتغذیه خود موجب بروز بیماری‌های مختلفی چون کواشیورکور، ماراسموس، اسکوروی، کوری و غیره می‌شود.